# 2047: The Final War
Pour plus de détails, voir Fiche technique et Distribution.
2047: The Final War (2047: Sights of Death) est un film italien réalisé par Alessandro Capone, sorti en 2014.

## Synopsis
En 2047, le monde entier est sous la domination répressive du Gouvernement Central Confédéré. Ryan Willburn, un agent au service des forces rebelles, est envoyé, au péril de sa vie, en mission secrète afin de rassembler des preuves des crimes commis par le gouvernement.

## Fiche technique
- Titre original : 2047: Sights of Death
- Titre français : 2047: The Final War
- Réalisation : Alessandro Capone
- Scénario : Tommaso Agnese et Luca D'Alisera
- Photographie : Davide Manca
- Costumes : Jo Maria Contini et Silvana Turchi
- Montage : Fabio Loutfy
- Production : Andrea Iervolino
- Genre : Film de science-fiction, Film d'action
- Pays d'origine :  Italie
- Langue originale : italien, anglais
- Durée : 89 minutes
- Date de sortie :
  - Italie : 24 juillet 2014
  - États-Unis : 23 janvier 2015
  - France : 18 novembre 2015 (sorti directement en DVD)

## Distribution
- Danny Glover (VF : Richard Darbois) : Sponge
- Daryl Hannah (VF : Martine Irzenski) : le major Anderson
- Michael Madsen (VF : Thierry Mercier) : Lobo
- Stephen Baldwin (VF : Emmanuel Gradi) : Ryan Willburn
- Rutger Hauer (VF : Daniel Beretta) : le colonel Asimov
- Neva Leoni : Tuag
- Kai Portman (VF : Loïc Houdré) : Evilenko
- Timothy Martin (VF : Jean-Alain Velardo) : le sergent Coogan
- Benjamin Stender (VF : Vincent Bonnasseau) : Jimmy
- Mario Opinato (VF : Hervé Caffin) : le caporal Jano
- Marco Bonini : le caporal Greshnov

 Source et légende : version française (VF) sur RS Doublage et selon le carton du doublage français sur le DVD zone 2.